# Schautag
Schautag ist ein deutscher Kurzfilm des Regisseurs Marvin Kren aus dem Jahr 2009. Der Film ist der Abschluss von Krens zweijährigem Aufbaustudium im Fach Regie an der Hamburg Media School und wurde mit dem Max Ophüls Preis ausgezeichnet.
Der Film entstand vor dem Hintergrund eines Falles, der 2008 für Schlagzeilen sorgte. Damals hatte ein 30-jähriger einen Holzblock auf die Autobahn geworfen und so eine junge Mutter vor den Augen ihrer Familie getötet.

## Handlung
Der Autoverkäufer Michael trägt seit fast 20 Jahren eine verdrängte, aber immer noch offenliegende Schuld mit sich. Zusammen mit seinen Freunden Toni und Pauli hatte er einst von einer Brücke Steine auf die Fahrbahn geworfen und dabei das Fahrzeug einer jungen Familie getroffen. Eigentlich wollte er die Freunde am Steinwurf hindern, aber der Stein trifft das Auto von Wolfgang Brabant. Dessen Frau Karin und die kleine Tochter Julia starben bei dem Unfall.
In all der Zeit hat Michael bislang der Mut gefehlt, seine Schuld durch einen Besuch bei Wolfgang einzugestehen. Am jetzigen Sonntag, dem „Schautag“ in seinem Autohaus, gelingt ihm endlich der für alle befreiende Besuch.

## Rezeption
Wenke Husmann schrieb in der Zeit, der Film zeige, dass eine solche Tat den Täter, aber auch die Hinterbliebenen niemals loslässt. Kren verschiebe hierzu „höchst kunstvoll Zeitebenen ineinander“ und enthülle „dem Zuschauer – ganz sacht zunächst, aber zunehmend verstörend – das Grauen, das die Tat ausgelöst hat“.

## Auszeichnungen
- Gewinner Kurzfilmpreis beim 30. Max-Ophüls-Festival 2009[2]
- Deutscher Kamerapreis und Diagonale Kurzfilmpreis[5]